# Architecture mycénienne
L'architecture mycénienne est le produit de la civilisation mycénienne, qui s'épanouit en Grèce continentale pendant la période du Helladique récent (1550-1200 av. J.-C.). Elle tire son nom du site de Mycènes, et est présente dans le Péloponnèse, en Grèce centrale et en Thessalie. Elle se caractérise par l'édification d'ouvrages militaires (remparts, fortifications), de palais-forteresses et de tombes monumentales.

## Identification
L'identification de la civilisation mycénienne a débuté avec les fouilles menées par l'archéologue autodidacte Heinrich Schliemann à la fin du XIXe siècle. Il effectue des fouilles à Mycènes (en 1874) et Tirynthe (en 1884) qui, avec Pylos, sont les sites avec les restes architecturaux mycéniens les plus importants.

## Architecture militaire
Les cités mycéniennes sont des bourgs fortifiés, construits sur des acropoles ou d'autres endroits faciles à défendre. Les cités sont entourées de gigantesques murailles cyclopéennes composées de grands blocs de pierre polygonaux, qui peuvent, comme à Tyrinthe, atteindre jusqu'à 7 mètres d'épaisseur,.
Les murailles de Mycènes offrent un exemple très bien préservé. Le mur entoure une surface triangulaire d'environ 300 mètres sur 200. Une rampe carrossable, taillée dans la roche, conduit à la porte principale, dite porte des Lionnes, surmontée d'un tympan de calcaire sculpté qui lui a donné son nom.

## Palais
Les palais mycéniens sont construits autour d'un plan type (organisation axiale, d'une quarantaine de mètres de longueur) auquel chaque cité apporte des variations. Les parties hautes des palais ont disparu, vraisemblablement construites en matériaux périssables. 

### Le palais de Nestor
Le palais de Nestor à Pylos est caractéristique des palais mycéniens. Sa configuration est la suivante : 

#### Complexe central
L'entrée principale du palais est marquée par un porche dont la couverture est supportée au milieu par une seule colonne. La porte ouvre sur un espace à même disposition donnant sur une cour à plusieurs accès. Celle-ci précède un vestibule sous un portique supporté par deux colonnes, qui donne accès à une antichambre. 

#### Mégaron
La porte axiale de l'antichambre s'ouvre sur le mégaron, grand espace de 10 mètres de large sur 12 mètres de long environ, avec en son centre un foyer circulaire entouré de 4 colonnes qui supportent la toiture. Une ouverture permet l'évacuation de la fumée et l'aération de la salle. Au milieu de la paroi de droite se trouve le trône du roi. Le sol est couvert de stuc et les parois de fresques.

#### Salles annexes
Plusieurs chambres sont accessibles par des corridors autour du complexe central. Ils servent d'appartements privés (salle de bain dotée d'une baignoire), de réserves ou de magasins de vivres. 

### Le palais d'Athènes
À Athènes, un palais fut construit sur l'acropole à la fin de la civilisation mycénienne. Il est le seul palais à avoir survécu après l'avènement des âges obscurs, vers 1200 avant J.-C.,. Il s'agissait bien sûr de la résidence du roi. Un escalier permettait de se rendre au palais sur l'acropole. 
On ne sait pas quand le palais royal d'Athènes fut détruit. Il le fut au plus tard au milieu du VIIIe siècle av. J.-C., lorsque la royauté est abolie dans la cité.

## Tombes monumentales
Les fouilles menées à Mycènes ont mis au jour des tombes circulaires dites à tholos (ou tombeaux en ruche), enterrées sous tumulus. Elles présentent toutes le même plan : une voie d'accès rectiligne à ciel ouvert (dromos), bordée de murs, conduit à une grande porte ouverte sur un espace circulaire avec coupole d'encorbellement, qui abrite les sépultures. Construits en pierres sèches, un triangle de décharge permet l'aménagement d'une ouverture monumentale. Le Trésor d'Atrée, à Mycènes, en est un des exemples les plus vastes et les mieux préservés. 
À l'avènement des âges obscurs vers 1200 av. J.-C., les tombeaux en ruche se raréfient beaucoup dans le monde grec, sauf en Crète et en Thessalie, où ils restent relativement communs jusqu'aux environs de 1025 avant notre ère,.

## Autres constructions
Les constructions vernaculaires étaient vraisemblablement construites autour d'une pièce ou d'un noyau central. Leurs vestiges sont cependant trop rares pour en imaginer les détails. Construits en argile, en bois et autres matériaux périssables, ces édifices furent incendiés lors des invasions doriennes.  